# Amor de Salvação
Amor de Salvação é o título de um romance de Camilo Castelo Branco, publicado em 1864.

## Resumo da obra
Lembranças são contadas ao narrador pelo protagonista, numa noite de Natal, após um reencontro após quase doze anos. Afonso e Teodora são prometidos um ao outro pelas suas mães, amigas desde os tempos em que estudavam num convento. Após a morte da mãe, Teodora vai para um convento e tem como tutor seu tio, pai de Eleutério Romão. Teodora e Afonso estão em contacto, a aguardar o momento certo para casarem. Afonso resolve estudar fora por dois anos, enquanto Teodora, influenciada pela amiga Libana, quer casar-se o mais rápido possível. A mãe de Afonso, Eulália, pede-lhe para aguardar. Mas quando Libana sai do convento, Teodora desespera-se e resolve casar-se com seu primo Eleutério, para assim poder sair do convento.
Eleutério é o oposto de Teodora, rude e vestindo-se de forma hilariante. Apesar das tentativas de seu tio, o padre Hilário, em ensinar-lhe a ler, nunca aprendeu. Afonso sofre muito com a notícia do casamento de Teodora e pede à mãe permissão para se ausentar de Portugal. Contava sempre com o apoio e o consolo das cartas de sua mãe e sua prima Mafalda, que o amava pacientemente. Após anos de amargura, é incentivado a escrever a Teodora, mas a carta cai nas mãos de Eleutério, que não a entende. Pede então a um amigo ajuda para interpretá-la mas este rasga-a, dando a desculpa de serem grandes sandices, após reconhecer o remetente.
Inconformado, Afonso parte ao encontro de Teodora. Eleutério encontra-os juntos e pede-lhes explicações. Teodora responde-lhe que é uma mulher livre a partir daquele momento, e vai viver com Afonso. Afonso abandona até a sua própria mãe para viver ardentemente a paixão que sempre o consumiu. Quando esta morre, desespera. Teodora tenta consolá-lo, mas ele sente nas suas palavras ironia e sente nojo de tamanho fingimento. Procura isolar-se de Teodora e dos amigos. Durante este período, é alertado sobre as intenções de um amigo para com Teodora e vem a encontrar cartas que confirmam estas suspeitas. Certo dia apanha-os juntos numa situação de familiaridade. Teodora tenta enganá-lo, mas ele atira-lhe as cartas. Teodora desmaia.
Afonso passa alguns dias fora de casa; quando retorna, encontra uma carta de Teodora informando os pertences que havia levado consigo. Apesar de ter sido traído ele sente saudades de Teodora. Vende tudo e parte para Paris atrás de um amor que o salve. Gasta tudo o que tem. Por fim, pede ao tio para lhe comprar a casa onde viveram os seus pais e avós, pois não queria ofender a memória de sua mãe que lhe havia pedido antes de morrer para que nunca a vendesse. Mafalda pede a seu pai que a ceda, na condição de que a casa continuaria sendo de Afonso. Afonso afunda-se cada vez mais nos seus vícios e extravagâncias a ponto de querer suicidar-se. Um criado, que nunca o abandonou, apercebe-se e persuade-o contra.
Muda então de vida, trabalha e estuda. O tio adoece e, prestes a morrer, pede ao padre Joaquim que vá a Paris entregar a Afonso os documentos de propriedade da casa a qual comprara. Após a morte deste, Mafalda, sua filha, sentindo-se sozinha, resolve viajar com o padre para Paris com a objetivo de juntar-se às irmãs de caridade. Quando o padre encontra Afonso e o informa da morte do tio, este chora e corre ao encontro da prima, que ficara numa hospedaria. Mafalda conta ao primo a sua decisão, mas o padre pede-lhes que invés disso se casem. Afonso aceita de imediato. Afonso e Mafalda voltam para sua cidade e casam-se.
Apesar do título Amor de Salvação, a novela relata, em quase toda sua extensão, um "amor de salvação" entre Afonso de Teive e Teodora Palmira. Ao "amor de salvação", a relação com Mafalda, são dedicadas somente as últimas páginas do romance.

## Personagens
- Afonso de Teive
- Mafalda - mulher de Afonso
- Teodora
- Libana - amiga de Teodora